# Anthaxia paphia
Anthaxia paphia es una especie de escarabajo del género Anthaxia, familia Buprestidae. Fue descrita científicamente por Novak & Makris en 2002.

## Distribución
Se distribuye por las ecozonas del Neártico, Neotrópico, región indomalaya, Paleártico y región afrotropical.